# Linéale grotesque
La linéale grotesque est une famille regroupant les polices typographiques sans empattements apparues au XIXe siècle. Ces polices sont souvent très épaisses et caractérisées par des chasses importantes.

## Historique

### Création de la famille
La famille des linéales grotesques n'est pas présente dans la classification Vox-Atypi à proprement parler, c'est le British Standard 2961 qui l'a créé en 1967 comme une subdivision de la catégorie linéale de la classification Vox-Atypi.